# 德拉沃绍博尔奇
德拉沃绍博尔奇，是匈牙利巴兰尼亚州所辖的一个村。总面积11.22平方公里，总人口667，人口密度59.4人/平方公里（2011年1月1日）。